# Circuito de Madring
O circuito de Madring é um circuito de automobilismo de rua em construção localizado ao redor do IFEMA, na região de Bajaras, em Madri, Espanha. O circuito sediará o Grande Prêmio da Espanha de Fórmula 1 a partir de 2026, juntando-se à lista de circuitos que sediam corridas do campeonato mundial desde 1950.
O circuito terá um traçado de 5,474 km e será usado para sediar eventos de Fórmula 1, Fórmula 2 e Fórmula 3. Madring será o herdeiro do circuito del Jarama como circuito em Madri a receber o Grande Prêmio da Espanha, Jarama recebeu o último evento de Fórmula 1 em 1981, tornando-se o sétimo circuito espanhol a sediar uma corrida na categoria mais alta do automobilismo mundial, depois dos circuitos de Pedralbes, Jarama, Montjuïc, Jerez, Barcelona-Catalunha e Valência.